# Ambrosia magdalenae
Ambrosia magdalenae là một loài thực vật có hoa trong họ Cúc. Loài này được (Brandegee) W.W.Payne mô tả khoa học đầu tiên năm 1964.